# كنيسة القديسة مريم (أصفهان)
كنيسة مريم وهاكوب (بالفارسية: کلیسای مریم و هاکوپ) هي كنيسة تاريخية تعود إلى عصر السلالة الصفوية، وتقع في أصفهان.